# Rykodisc
Rykodisc est un label de musique américain.
Il fait partie depuis 2006 du Warner Music Group.

## Artistes (liste incomplète)
Quelques artistes faisant partie (ou ayant fait partie) du catalogue :
- Agent Orange
- Ali Farka Toure
- Babes in Toyland
- Badfinger
- Big Bill Broonzy
- Big Star
- Bill Frisell
- Billy Connolly
- Blind Lemon Jefferson
- Bootsy Collins
- Brian Eno
- Bruce Campbell
- Bruce Cockburn
- Cocteau Twins
- Coleman Hawkins
- Crispin Glover
- Cubanismo (salsa)
- Death Angel
- Devo
- Dizzy Gillespie
- Eric Idle
- Fleetwood Mac
- Frank Zappa
- Graham Chapman
- Harold Budd
- Jack Kerouac
- Jamaaladeen Tacuma
- James Booker
- Jerry Jeff Walker
- Jesús Alemañy (salsa)
- Jimmy Bosch (salsa)
- Joe Jackson
- John Cale
- Jon Hassell
- Jose Alberto “El Canario” (salsa)
- Josh Rouse
- Kristin Hersh
- Lead Belly
- Lightnin' Hopkins
- Lloyd Cole
- Meat Puppets
- Ministry
- Miss Kittin
- Morphine
- Nick Drake
- Nils Lofgren
- Nine Inch Nails
- Outback
- Pepe Deluxé
- Perfect
- Pete Fountain
- Pete Townshend
- Philip Glass
- Plena Libre (Plena)
- Red Flag
- Revolting Cocks
- Richie Havens
- Ringo Starr
- Robert Cray
- Robert Hunter
- Robert Wyatt
- Roky Erickson
- Silvio Rodriguez
- Sophie B. Hawkins
- Soul Asylum
- Stiff Little Fingers
- Sugar
- Taj Mahal
- Teddy Wilson
- The Beatnuts
- The Dickies
- The Flaming Lips
- The Jayhawks
- The Misfits
- The Posies
- The Replacements
- The Residents
- The Untouchables
- They Might Be Giants
- Throwing Muses
- Tom Tom Club
- Waltham
- Wednesday 13
- Ween
- Woody Guthrie
- Woody Herman
- Yoko Ono